# Olivpulverskinn
Olivpulverskinn (Coniophora olivacea) är en svampart som först beskrevs av Elias Fries, och fick sitt nu gällande namn av Petter Adolf Karsten 1879. Olivpulverskinn ingår i släktet Coniophora och familjen Coniophoraceae.  Arten är reproducerande i Sverige. Inga underarter finns listade i Catalogue of Life.